# Gaetano Chierici

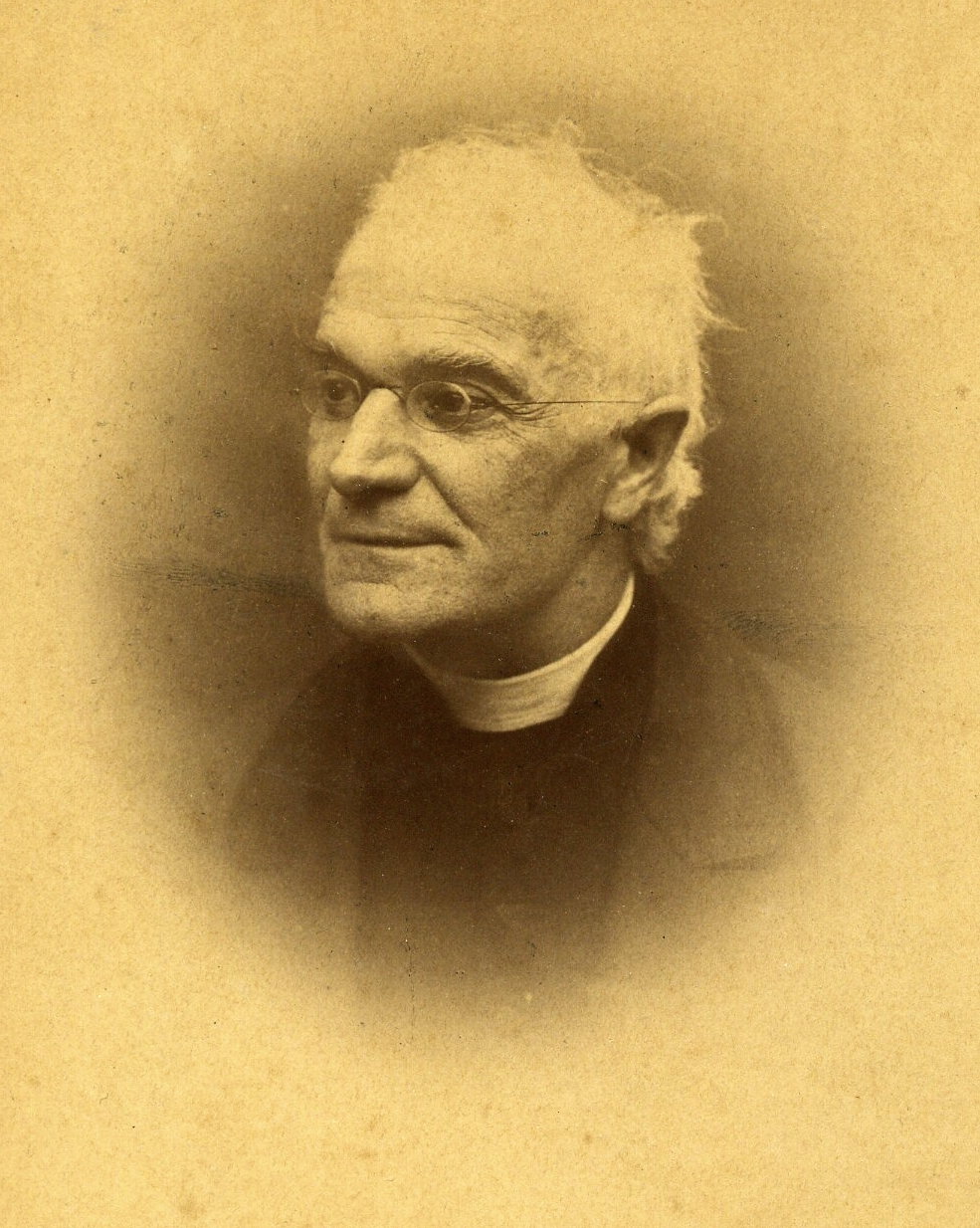
Don Gaetano Chierici

Gaetano Chierici (Reggio nell'Emilia, 24 settembre 1819 – Reggio nell'Emilia, 3 gennaio 1886) è stato un archeologo, etnologo e presbitero italiano.

## Biografia
Gaetano Chierici nacque a Reggio Emilia il 24 settembre 1819 da Nicola e Laura Gallinari.
Ultimo di undici figli, e fratello del noto pittore Alfonso Chierici completa gli studi nel locale collegio del Seminario dove la sua formazione spazia dagli studi letterari, filosofici e storici a quelli scientifici, di cui avrebbe fatto tesoro nella sua attività di paletnologo. Ordinato sacerdote nel maggio del 1842, assume poi l'insegnamento di ermeneutica e fisica sacra presso il seminario.
Insieme a Luigi Pigorini e Pellegrino Strobel, fu il fondatore e padre della paletnologia italiana:partendo da studi umanistici contribuì a gettare le basi in Italia di questa nuova disciplina, e introdusse nello studio della preistoria il metodo degli scavi stratigrafici, allora praticato prevalentemente in ambito geologico. Il suo metodo di lavoro, multidisciplinare, applicò alla ricerca archeologica competenze mutuate, anche dall’antropologia (le culture “altre”, l’antropometria), dalla botanica e dalla zoologia (la paleobotanica e paleozoologia). Contribuì notevolmente allo studio delle terramare e all'identificazione dell'Età del Rame come periodo compreso tra Neolitico ed Età del Bronzo.

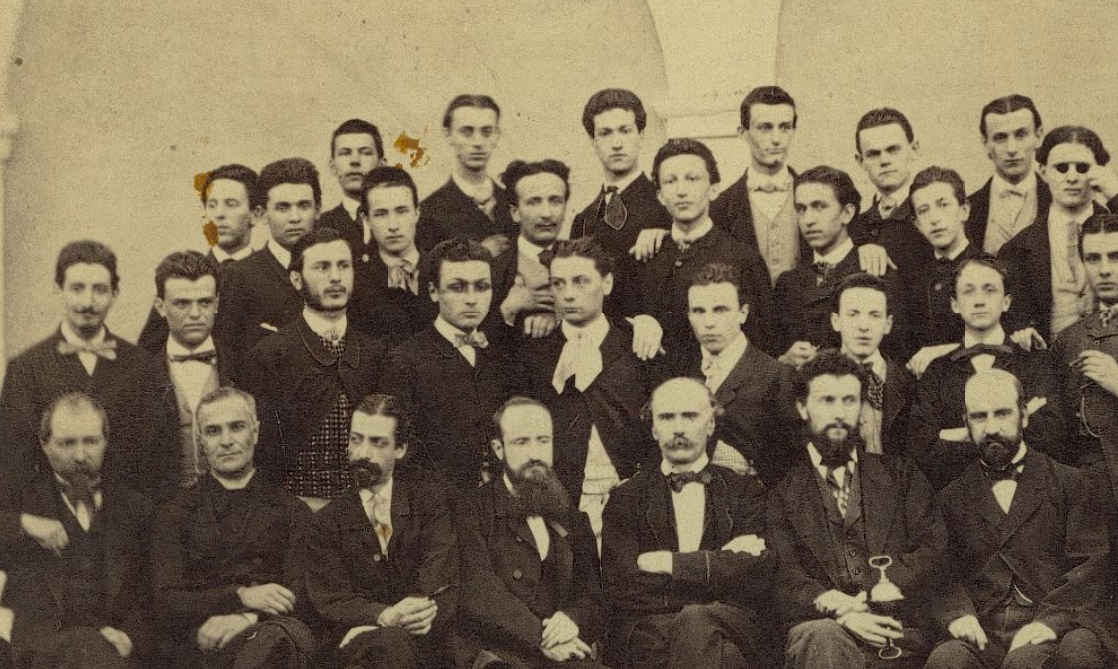
3° classe del Liceo ginnasio Ludovico Ariosto di Reggio Emilia nel 1864.
Presenti nella foto: Gaetano Chierici, Giovanni Guidotti, Demetrio Livaditi, Giacomo Manuelli, Ulisse Poggi, Giacomo Prandi, Prospero Viani, Angelo Volpe.

Pienamente inserito nel suo tempo, Gaetano Chierici fu partecipe  di tutti i fermenti che animavano la società nei decenni centrali del XIX secolo: sacerdote per scelta e vocazione,  ebbe un ruolo di primo piano nel clero liberale e nazionalista; aderì al movimento conciliatorista guidato dal Passaglia. Fu patriota, monarchico, di idee liberali e antitemporaliste. Da insegnante formò la classe dirigente reggiana della seconda metà del XIX secolo: tra i suoi allievi si annoverano i politici Camillo Prampolini e Adelmo Sichel, l’economista Ugo Rabbeno, lo storico Andrea Balletti, il museologo Naborre Campanini. Si impegnò attivamente nelle prime istituzioni cattoliche a carattere sociale: animò l’associazionismo culturale, e fu tra i soci fondatore della Deputazione di Storia Patria della città di Reggio Emilia e nel Club Alpino Italiano. 
Fondò e diresse il Bullettino di paletnologia italiana ed istituì il Museo di storia patria di Reggio Emilia, di cui fu direttore, primo nucleo di quello che è oggi il Palazzo dei Musei. Alla sua morte il Museo fu ridenominato “Museo G. Chierici di Paletnologia”: l'allestimento, di impronta positivista, si conserva pressoché inalterato nell’ordinamento dell'epoca, ed espone anche alcuni cimeli e oggetti personali di Chierici.
Morì il 9 gennaio 1886 a Reggio Emilia.

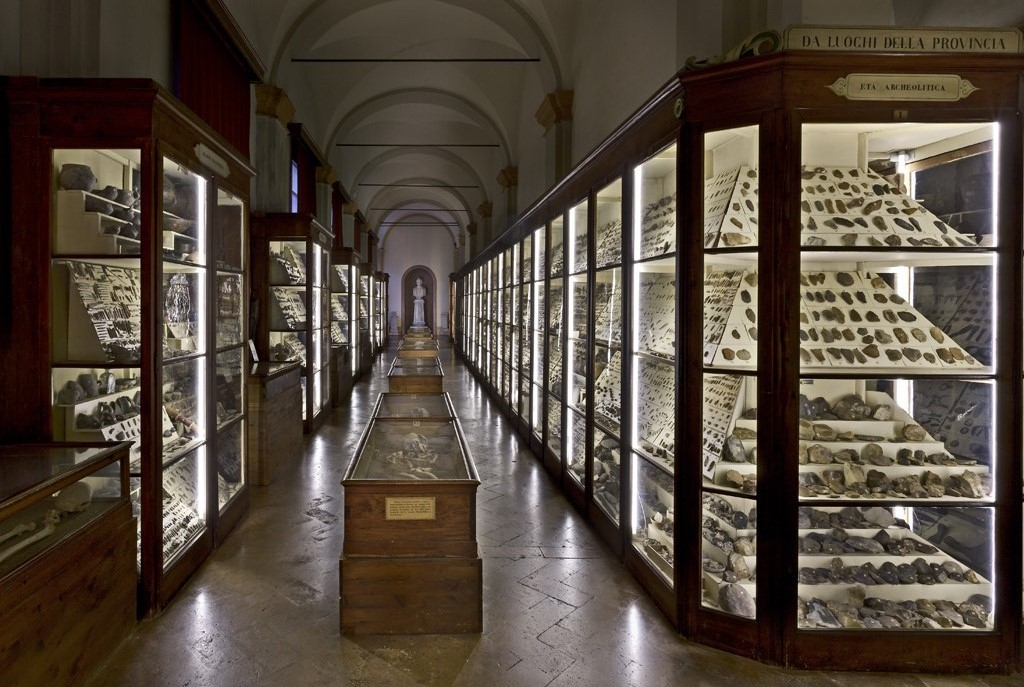
Il Museo Chierici di Paletnologia nel 2012

Un convegno e un programma di celebrazioni a Reggio Emilia nel 2019 hanno commemorato i duecento anni dalla nascita , e il 16 ottobre 2021 sono stati presentati i tre volumi che contengono gli atti del convegno e che costituiscono numero 100 del Bullettino di Paletnologia Italiana. 
Il 5 marzo 2024 è stato presentato l’“Atlante di Paletnologia del Reggiano” , con la curatela di Iames Tirabassi, Roberto Macellari e Giuseppe Adriano Rossi e grazie al contributo importante del Gruppo Credem e di altri sponsor. Questo studio fu iniziato dallo stesso don Gaetano Chierici con l’allievo Pio Mantovani, ma non vide mai la luce.